# Markus Prinz (Schauspieler)
Markus Prinz (* 12. Februar 1976 in Hamburg) ist ein ehemaliger deutscher Schauspieler.

## Leben
Markus Prinz hatte mehrere Auftritte im Fernsehen, vor allem in Seifenopern wie 1994 in der Soap Unter uns. Bekannt wurde er durch die Rolle des „Daniel Fritzsche“, die er drei Jahre in der Serie Verbotene Liebe verkörperte.